# Марч, Джейн
Джейн Марч (англ. Jane March, урождённая Jane March Horwood; родилась 20 марта 1973 года, Лондон, Великобритания) — британская киноактриса. Наиболее известна ролями в фильмах «Любовник» и «Цвет ночи» (в последнем её партнёром был Брюс Уиллис). Фильмы известны яркими эротическими сценами.
Супруга английского актёра Стивена Уэддингтона; у пары есть сын.

## Фильмография
| Год  |    | Русское название              | Оригинальное название                  | Роль               |
| ---- | -- | ----------------------------- | -------------------------------------- | ------------------ |
| 1992 | ф  | Любовник                      | L'amant / Người tình                   | девушка            |
| 1994 | ф  | Цвет ночи                     | Color of Night                         | Роуз               |
| 1996 | ф  | Навсегда                      | Never Ever                             | Аманда             |
| 1998 | ф  | Тарзан и затерянный город     | Tarzan and the Lost City               | Джейн              |
| 1998 | ф  | Провокатор                    | Provocateur                            | Сук Хи / Мийя      |
| 2000 | с  | Охотники за древностями       | Relic Hunter                           | Сюзанна            |
| 2000 | тф | Князь Дракула                 | Dark Prince: The True Story of Dracula | Лидия              |
| 2001 | с  | Dark Realm                    | Dark Realm                             | Шэрон Стэпплинг    |
| 2005 | ф  | Легенда о звере               | Beauty and the Beast                   | Фрейя              |
| 2006 | ф  | Торговец камнями              | Il mercante di pietre                  | Леда               |
| 2009 | ф  | Пять моих бывших подружек     | My Last Five Girlfriends               | Олив               |
| 2010 | ф  | Битва титанов                 | Clash of the Titans                    | Гестия             |
| 2010 | ф  | Разоблачение                  | Stalker                                | Линда              |
| 2011 | ф  | Идеальный ребёнок             | Perfect Baby                           | Эмма               |
| 2011 | ф  | Уилл                          | Will                                   | сестра Ноэль       |
| 2012 | в  | Белоснежка и принц эльфов     | Grimm's Snow White                     | королева Гвендолин |
| 2013 | ф  | Признания отвергнутой женщины | Confections of a Discarded Woman       | Лана               |
| 2014 | ф  |                               | Flim: The Movie                        | камео              |